# Matter Grey
Embora hoje pouco conhecida, Matter Grey (Mary Elizabeth Grey, Stratford, Inglaterra, 1746 — Pirassununga, Brasil, 1827) foi considerada, durante muitos anos, uma influente líder religiosa do sudeste brasileiro.
Nascida e formada freira da Igreja Católica na Inglaterra, foi transferida pelo Bispo de Audrey para o Brasil para acompanhar o Padre Elmer Schwartzbüttel na Igreja de Nossa Senhora do Desterro, em Pirassununga. Ela chegou ao país em 1774 através do navio francês Gaucheville.
Logo após a chegada de Matter Grey, o padre começou a ter visões de Nossa Senhora do Desterro. Na época, as visões eram atribuídas ao encontro entre o sacerdote e a jovem freira, descrita como "gentil e encantadora" em anotações de Maria Bulhões, uma fiel da Igreja.
Alguns anos após sua morte, a comunidade local advogou a beatificação de Matter Grey e Elmer Schwartzbüttel. No processo, estudos comprovaram que as visões eram decorrentes de uma erva que Grey usava para fazer o chá que servia ao padre - uma variação venenosa de uma planta muito popular em Stratford.